# Wigan
Wigan – miasto położone w północno-zachodniej części Anglii między miastami Liverpool, Manchester i Preston, w obrębie hrabstwa Wielki Manchester, w dystrykcie Wigan. W 2001 roku miasto liczyło 81 203 mieszkańców. Inne sąsiednie miasta to Chorley, St Helens, Bolton i Warrington.
Wigan jest w Anglii znane z (nieistniejącego od dawna) molo, niegdyś istotnego punktu załadowczego drewna i węgla. George Orwell umieścił molo w tytule książki Droga na molo w Wigan. Znajduje się tam muzeum.
Mieści się tu jeden z najmłodszych klubów Premier League w Anglii – Wigan Athletic.
W mieście rozwinął się przemysł papierniczy, włókienniczy, chemiczny, elektrotechniczny oraz spożywczy.

## Historia
Pierwszymi mieszkańcami, którzy osiedlili się na terenie Wigan byli „Brigantes”. Rzymianie przejęli „Chochion” (jak wtedy było znane), podczas jednej z wielu wojen z Celtami około 79 roku n.e. i nadali mu nazwę „Coccium”. W V wieku jednak opuścili te tereny.
W średniowieczu Wigan stało się częścią „Barony of Makerfield”. W 1246 r. król Henryk III, ustanowił go miastem królewskim ze swoim własnym prawem. Wydarzenie to utrwalono w insygniach (herbie) miasta.

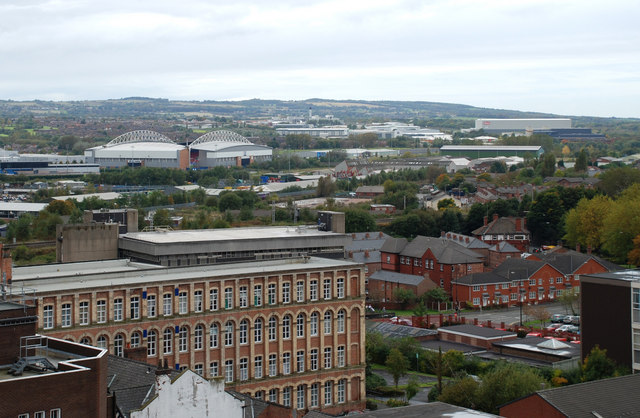
Centrum z lotu ptaka
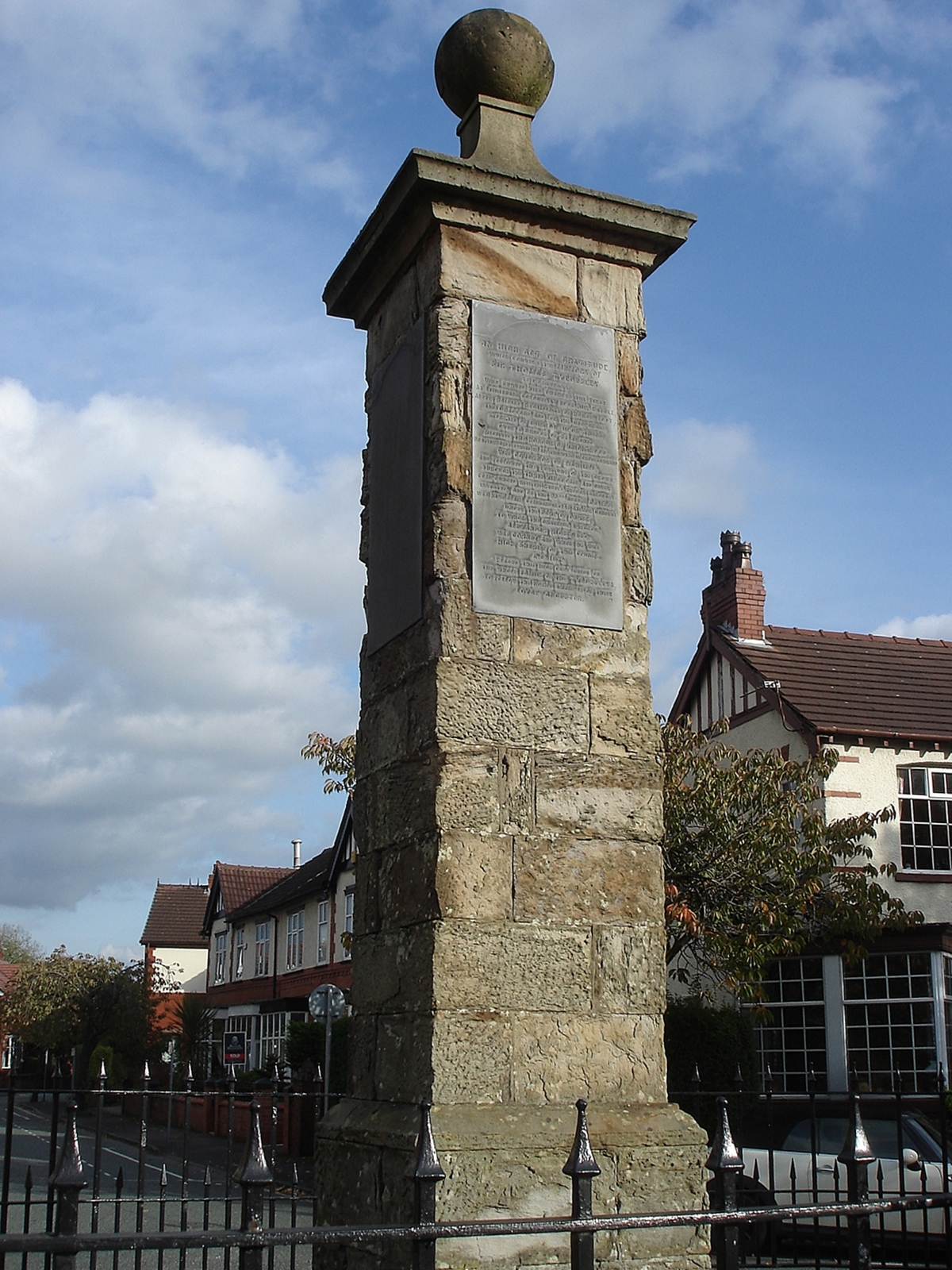
Pomnik z 1679, pamiątka po Bitwie pod Wigan Lane podczas wojny domowej w Anglii (ang. The English Civil War)
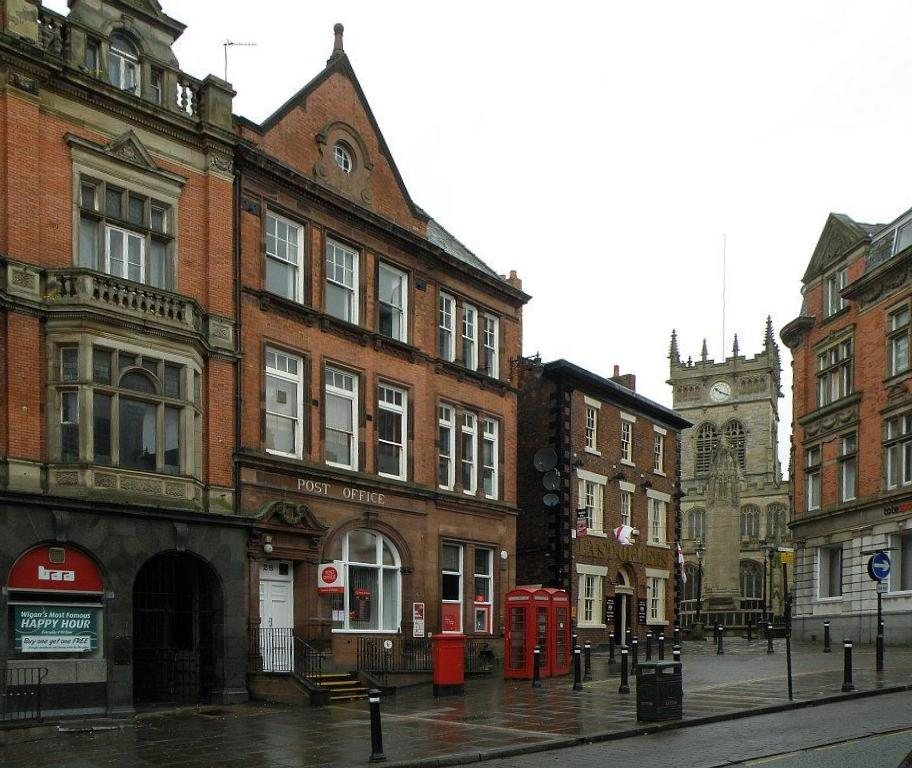
Urząd pocztowy przy Wallgate, w głębi anglikański kościół parafialny pw. Wszystkich Świętych
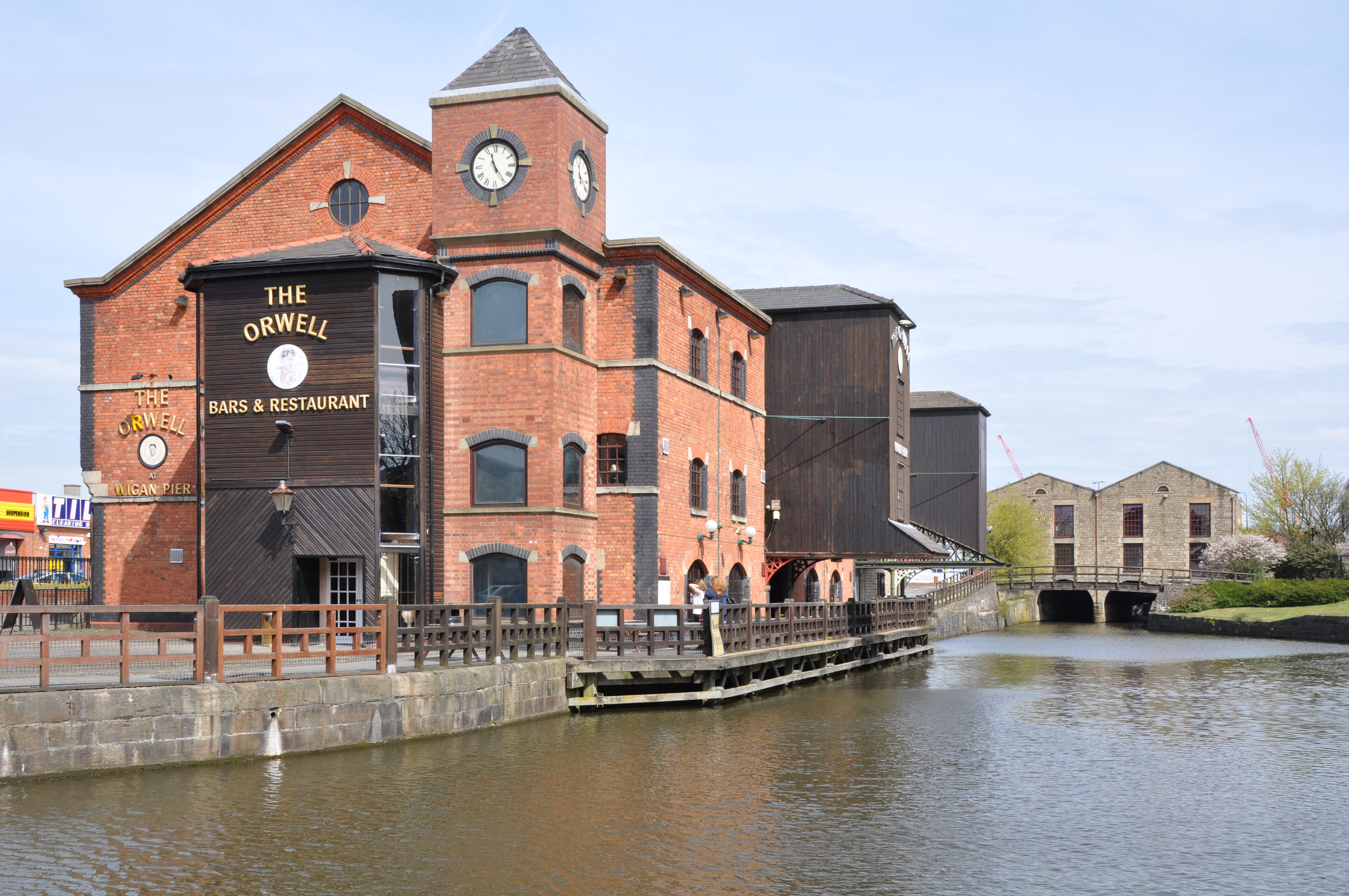
Budynki poprzemysłowe z 1777 uzuskały drugie życie
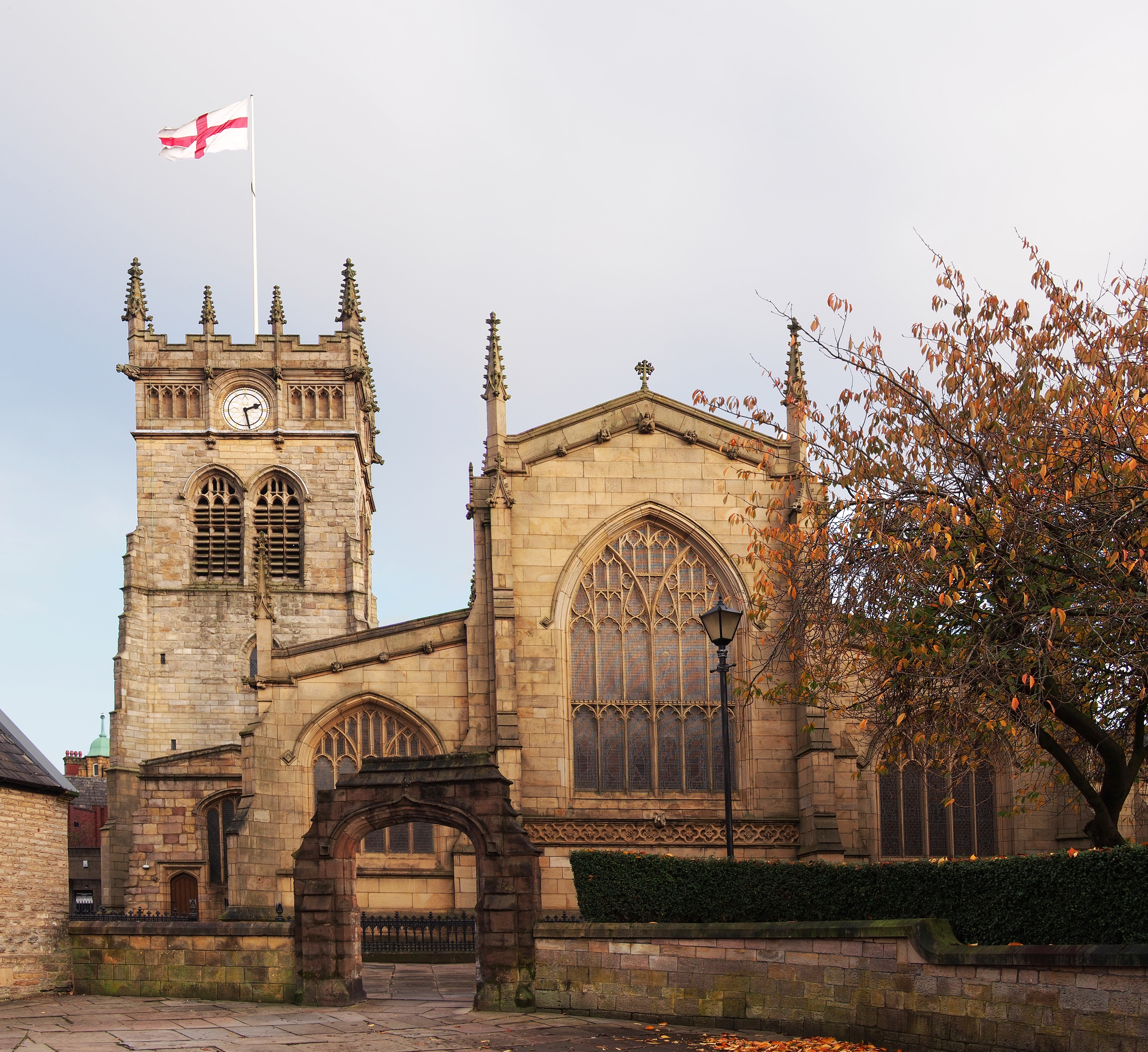
Widok na kościół (przebudowany w XIX w.) od zachodu